# Philip M. Moline
Philip M. Moline (1974 ) es un botánico y taxónomo suizo (de habla alemana).
Es investigador y profesor en el "Systematische Botanik und Botanischer Garten" de la Universidad de Zúrich. Está estudiando en la flora de ciudad del Cabo, la evolución de la diversidad, para entender bajo qué circunstancias la especiación sufre aceleraciones relativas a la extinción; busca patrones geográficos (centros de riqueza de especies) y grupos filogenéticos (grupos con riqueza de especies). Y en el marco suizo, estudia la macroecología y la evolución del género Elegia (familia Restionaceae.

## Algunas publicaciones
- philip m. Moline, h.p. Linder. 2006. Input Data, Analytical Methods and Biogeography of Elegia (Restionaceae). J. of Biogeography 33 (1) : 47-62

- -------------------, -------------. 2005. Molecular phylogeny & generic delimitation in the Elegia group (Restionaceae, South Africa) based on an almost complete taxon sampling & four chloroplast markers. Systematic Botany 30:759-772

- -------------------. 2005. Phylogeny, Biogeography and Speciation Modes in Elegia L. (Restionaceae, South-Africa). Ed. Universität, 127 pp.
- La abreviatura «Moline» se emplea para indicar a Philip M. Moline como autoridad en la descripción y clasificación científica de los vegetales.[1]